# الشفقة
الشفقة هي الشعور بالحزن والرحمة نتيجة للتفاعل مع معاناة الآخرين، وتعتبر الشفقة ضمن التعاطف أو المواساة أو التقمص الوجداني وتعود جذور كلمة الشفقة إلى اللغة اللاتينية (pietās (etymon والتي تعني التقوى).وتُعرف الشفقة على الذات بأنها الشفقة الموجهة نحو الذات.
تنقسم الشفقة إلى نوعين شائعين وهما «الشفقة الإيجابية» و «الشفقة السلبية» (انظر كيمبال)، حيث تُستخدم الشفقة المزيفة أو المصحوبة بالازدراء أو الاستعلاء أو الاحتقار.

## المصادر النفسية

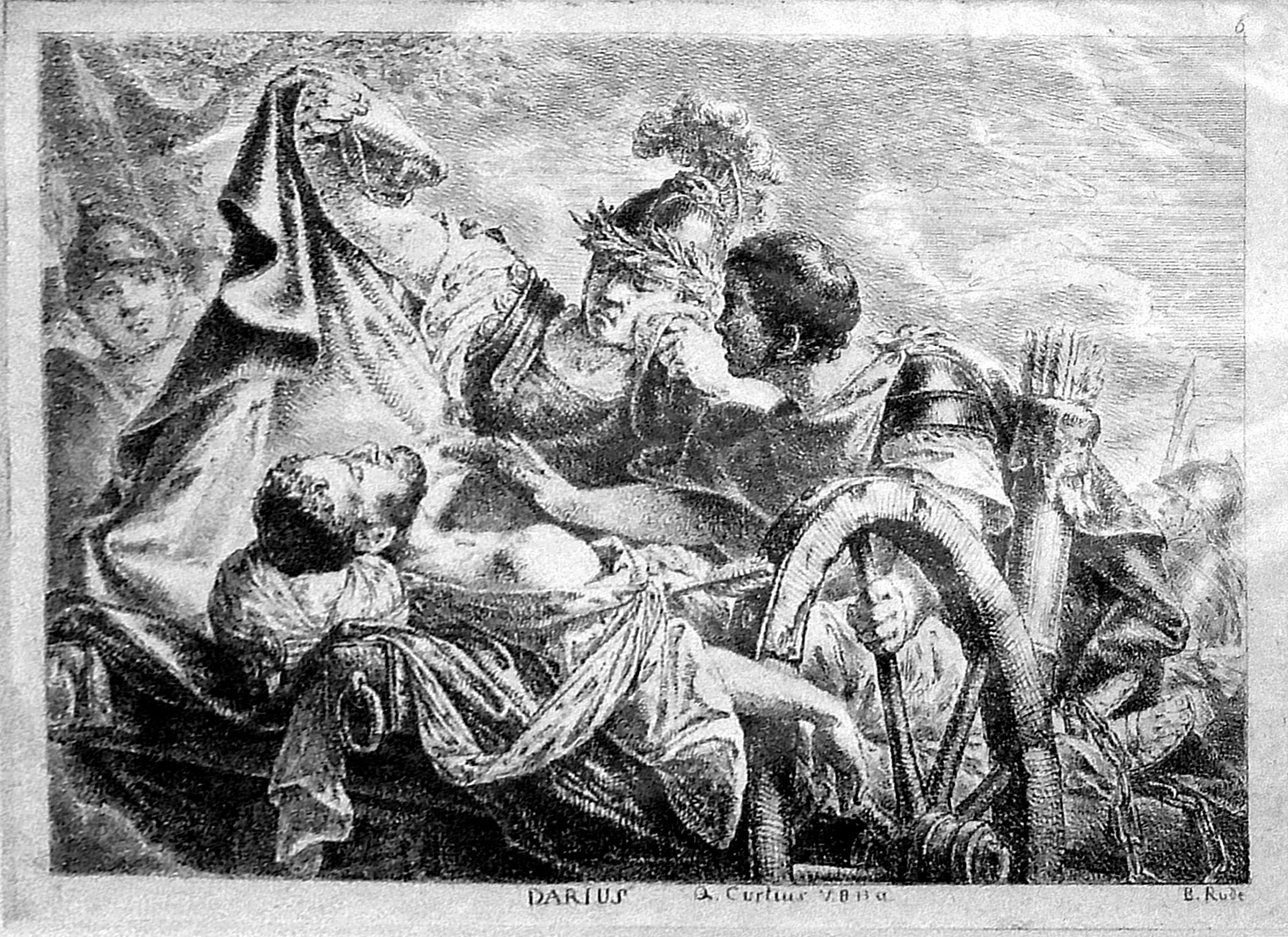
ينظر الإسكندر بنظرات تشوبها الشفقة إلى داريوس عند موته نتيجة لتأثره بجراحه.

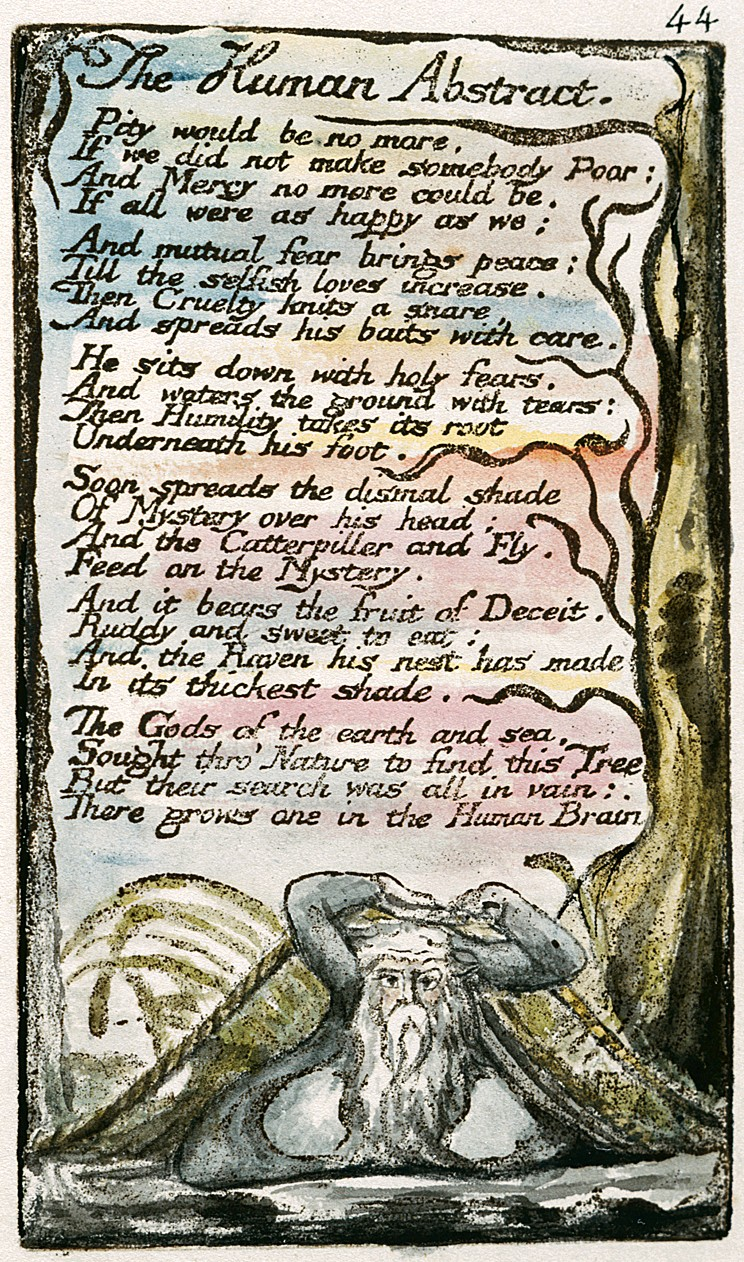
ذكر الشاعر ويليام بلايك في قصيدته موجز البشرية ضمن مجموعة أغاني البراءة والخبرة مقولته الرائدة «لو أحسن البشر معاملة بعضهم فأنه لا حاجة للشعور بالشفقة» (1-2). كُتبت هذه النسخة عام 1795 ويحتفظ بها حاليًا في مركز Yale للفنون البريطانية.